# Zachełmna
Zachełmna est une localité polonaise de la gmina de Budzów, située dans le powiat de Sucha en voïvodie de Petite-Pologne.

## Démographie
En 2021, la population était de 556 habitants.